# Гочашвили (княжеский род)
Гочашвили, также Багратион-Гочашвили (груз.: გოჩაშვილი; ბაგრატიონ-გოჩაშვილები) — грузинский княжеский род достоинства тавади, младшая ветвь царской династии Багратионов из Картли, которая существовала с XVI по XVIII века. В настоящее время ветвь является угасшей.

## История

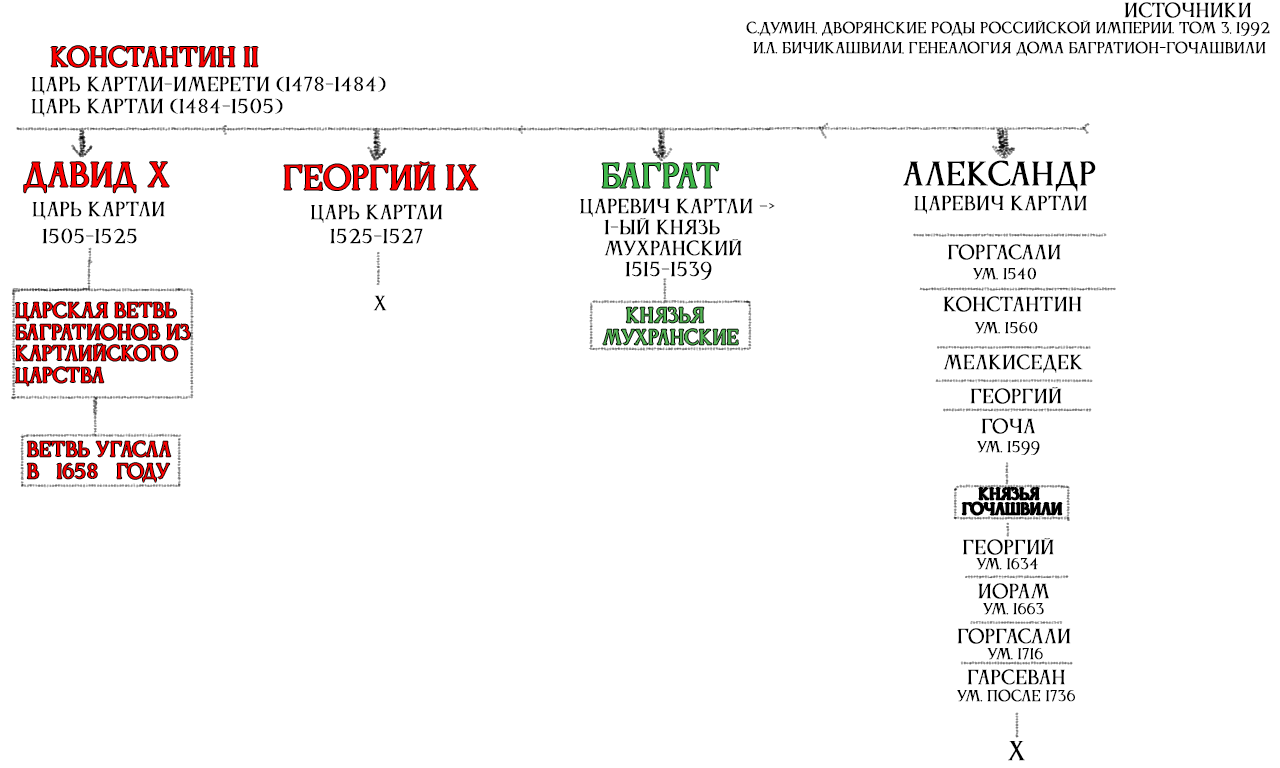
Генеалогия семьи Гочашвили

Род Гочашвили происходил от царевича карталинского Александра (ок. 1526—1556), младшего сына царя Картли Константина II. Сама фамилия происходит от внука Александра, Гочи Багратиони, известного военачальника, который был убит в битве с османской армией при Гори в 1599 году.
В середине семнадцатого века семья Гочашвили находилась в оппозиции к своим правящим на престоле Картли проперсидской ориентации двоюродным братьям (речь о Ростом-хане, царе Картли), и два Гочашвили, Георгий и Иорам, отец и сын, были ослеплены в 1638 и 1664 годах соответственно Ростомом и Вахтангом, его преемником.
Иорам даже стремился стать царем Картли и, опираясь на поддержку эристава Арагви, замышлял свержение Вахтанга V, царя Картли из ветви Багратион-Мухранских, которые, как и род Гочашвили, были ответветвлением дома Багратионов. Парсадан Горгиджанидзе указывает, что царь Вахтанг V отнял у ослепленного Иоарама, стремившегося стать царем Картли при поддержке шаха Персии, поместья.
Род Гочашвили прекратил свое существование со смертью внука Иорама, Гарсевана, где-то после 1736 года.

## Генеалогия
1. Александр (ум. 1530), сын царя Картли, Константина II Багратиони;
2. Горгасал (ум. 1540);
3. Константин (ок. 1540—1560), женился на дочери царевича Хосро, внука царя Александра II Имеретинского;
4. Мелкиседек (ок. 1547—1560);
5. Георгий (ок. 1547—1560);
6. Гоча (ум. 1599);
7. Георгий (ум. 1634);
8. Иорам (ум. 1663);
9. Горгасал (ум. 1716);
10. Гарсеван (ум. 1736).